# Hegyhátmaróc
Hegyhátmaróc è un comune dell'Ungheria di 206 abitanti (dati 2001) situato nella contea di Baranya, nella regione Transdanubio Meridionale.